# マリヤ・ミロスラフスカヤ
マリヤ・イリイチナ・ミロスラフスカヤ（Мари́я Ильи́нична Милосла́вская / Maria Ilyinichna Miloslavskaya, 1625年 - 1669年）はロマノフ朝第2代のモスクワ大公兼ツァーリであったアレクセイ・ミハイロヴィチの最初の皇妃（ツァリーツァ）。フョードル3世、イヴァン5世および摂政ソフィヤの母后。

## 人物
貴族出身の外交官イリヤ・ダニロヴィチ・ミロスラフスキーの末娘に生まれ、1648年アレクセイの花嫁コンテストが開かれると、数百人の花嫁候補の一人として参加した。皇妃選定に当たったのはツァーリの傅育官ボリス・モロゾフだったが、彼はマリヤの姉の一人アンナと結婚しており、ツァーリとの絆を深めるため義妹のマリヤを選んだ。この結婚によってモロゾフと父イリヤの宮廷における地位は飛躍的に向上し、殊にツァーリの外舅となったイリヤは大貴族に叙せられて、1668年に没するまで最も権勢を誇る政治家の一人であり続けた。マリヤは13人の子女をもうけたが、後継ぎとなる息子は5人中、三男フョードルと五男イヴァンの2人しか成人せず、いずれも病弱だった。娘は8人中6人が成長しており、四女ソフィヤは女性の身で後に摂政を務めた。子供達は人文主義者の家庭教師シメオン・ポロツキーによって高度な教育を受けた。皇妃マリヤは1669年、末娘エウドキヤの出産時に死亡した。ツァーリ・アレクセイは2年後の1671年にナタリヤ・ナルイシキナと再婚した。
マリヤの二人の姉、アンナとイリナ（ドミトリー・ドルゴルーキー公夫人）にはいずれも子供が出来なかった。しかしアンドレイ・ヴァシリエヴィチ・トルストイと結婚した遠縁の女性ソロモニダ・ミハイロヴナ・ミロスラフスカヤによって、一族の血筋はトルストイ家に引き継がれた。20世紀に入ると、ソロモニダの子孫の嫡流にあたる人物が、ニコライ2世により由緒あるミロスラフスキーの家名を授けられる栄誉に恵まれた。現在その子孫はトルストイ＝ミロスラフスキー姓を称している。

## 子女
- ドミトリー（英語版）（1649年 - 1651年）
- エヴドキヤ（英語版）（1650年 - 1712年）
- マルファ（英語版）（1652年 - 1707年）
- アレクセイ（英語版）（1654年 - 1670年）
- アンナ（1655年 - 1659年）
- ソフィア（1657年 - 1704年） - ロシア摂政（1682年 - 1689年）
- エカチェリーナ（英語版）（1658年 - 1718年）
- マリア（英語版）（1660年 - 1723年）
- フョードル3世（1661年 - 1682年） - ツァーリ（1676年 - 1682年）
- フェオドシヤ（英語版）（1662年 - 1713年）
- シメオン（英語版）（1665年 - 1669年）
- イヴァン5世（1666年 - 1696年） - ツァーリ（1682年 - 1696年）
- エヴドキヤ（1669年）